# 河童 (小說)
《河童》（日语：／ Kappa），是日本作家芥川龍之介于1927年（昭和2年）在《改造》杂志上发表的短篇小說。

## 故事情節
河童是日本神话中的传说生物，被描述爲一種近似兩棲動物的妖怪，有鸟的喙、青蛙的四肢、猴子的身体及乌龟的壳，身材矮小。芥川筆下的河童不再是可怕的水中怪物形象，反而是一些幽默風趣的物种。小說中巨細靡遺地描繪了河童的長相：它們的頭上有個碟子，常會做出青蛙跳躍的姿勢，或是爬在樹上看人，身體略微透明，且能隨著環境而改變顏色（像是樹蛙或雨蛙）。河童父亲会询问在河童母亲肚子里的婴孩是否愿意出生，如果孩子不愿出生，接生员就会将一种液体注入河童母亲的胎内使婴孩消失。
這篇故事記述的是一个误入河童國的人的見所聞。小說的最後一章，主角好不容易才返回人世間，由於他已經無法習慣人類的生活，而被當作是瘋子對待。

## 外部連結
- 『河童 (小說)』：新字新仮名 - 青空文庫（日語）